# 4. armada (Wehrmacht)
Za druge 4. armade glejte 4. armada.
4. armada (izvirno nemško 4. Armee) je bila armada v sestavi Heera (Wehrmacht) med drugo svetovno vojno.

## Zgodovina
Armada je bila ustanovljena 1. avgusta 1939 iz Heeresgruppenkommando 6 v Hannovru. Med poljsko kampanjo se je borila pri Varšavi, Westerplatteju in Heli. Po koncu je bila armada prestavljena proti zahodu. 
Med francosko kampanjo je armada prodrla skozi južne belgijske fortifikacije in prodrla do Abbevilla. Pozneje se je bojevala na Flamskem in prodrla preko Some do Bresta. 
Na vzhodni fronti je sodelovala v bitkah za Bialjstok, za Minsk, za Smolensk, za Moskvo, ... 7. aprila 1945 je bila armada prestavljena v Vzhodno Prusijo in preimenovana v 21. armado.

## Vojna služba
| Datum                        | Nadrejeno poveljstvo            | Področje (vir)     |
| september 1939 - januar 1940 | Armadna skupina Sever           | Poljska            |
| januar - maj 1940            | Armadna skupina B               | Francoska kampanja |
| maj 1940                     | Armadna skupina A               | Francoska kampanja |
| junij - september 1940       | Armadna skupina B               | Francoska kampanja |
| september 1940 - junij 1941  | Armadna skupina B               | Vzhodna meja       |
| junij 1941 - februar 1945    | Armadna skupina Sredina         | Vzhodna fronta     |
| februar - april 1945         | Armadna skupina Sever           | Vzhodna fronta     |
| april 1945                   | za posebne namene dodeljena OKH | Vzhodna fronta     |

## Organizacija

### Stalne enote
1939
- Korpstruppen 1939
- Korück 580
- Armeenachschubführer 581
- Armee-Nachrichten-Regiment 589

1942
- Höheres Arko 302
- Korück 559
- Armee-Nachrichten-Regiment 589
- Armee-Nachschubführer 571

### Dodeljene enote
1. september 1939
- XIX. Armeekorps
- II. Armeekorps
- III. Armeekorps
- 23. pehotna divizija
- 207. pehotna divizija
- 218. pehotna divizija
- Grz. 1

10. maj 1940
- II. Armeekorps
- XV. Armeekorps
- VIII. Armeekorps
- V. Armeekorps
- 4. pehotna divizija
- 87. pehotna divizija
- 211. pehotna divizija
- 263. pehotna divizija
- 267. pehotna divizija

1. avgust 1940
- VI. Armeekorps
- XI. Armeekorps

5. april 1941
- XXXV. Armeekorps
- XXXXIV. Armeekorps
- XII. Armeekorps
- XIII. Armeekorps
- 293. pehotna divizija

5. junij 1941
- VII. Armeekorps
- IX. Armeekorps
- XXXXIII. Armeekorps
- XII. Armeekorps
- XIII. Armeekorps
- LIII. Armeekorps
- XXXV. Armeekorps
- 286. pehotna divizija

2. januar 1942
- XX. Armeekorps
- LVII. Armeekorps
- XII. Armeekorps
- XIII. Armeekorps
- XXXXIII. Armeekorps
- XXXX. Armeekorps

8. junij 1942
- XII. Armeekorps
- XXXXIII. Armeekorps
- LVI. Armeekorps

5. november 1942
- XII. Armeekorps
- XXXXIII. Armeekorps
- LVI. Armeekorps

7. julij 1943
- XXVII. Armeekorps
- XXXIX. Armeekorps
- IX. Armeekorps
- XII. Armeekorps
- LVI. Armeekorps
- 183. pehotna divizija
- 253. pehotna divizija

15. junij 1944
- XXVII. Armeekorps
- XXXIX. Armeekorps
- XII. Armeekorps
- 286. pehotna divizija

5. november 1944
- Padalsko-tankovski korpus »Hermann Göring«
- XXXIX. Armeekorps
- VI. Armeekorps
- Kav. Armeekorps
- XXVII. Armeekorps
- LV. Armeekorps
- 21. pehotna divizija

## Poveljstvo
Poveljnik
- Generalfeldmarschall Günther von Kluge (1. september 1939 - 19. december 1941)
- General gorskih enot Ludwig Kübler (19. december 1941 - 20. januar 1942)
- Generalpolkovnik Gotthard Heinrici (20. januar 1942 - 6. junij 1942)
- Generalpolkovnik Hans Eberhardt Kurt von Salmuth (6. junij 1942 - 15. julij 1942)
- Generalpolkovnik Gotthard Heinrici (15. julij 1942 - junij 1943)
- Generalpolkovnik Hans von Salmuth (junij 1943 - 31. julij 1943)
- Generalpolkovnik Gotthard Heinrici (31. julij 1943 - 4. junij 1944)
- General pehote Kurt von Tippelskirch (4. junij 1944 - 30. junij 1944)
- Generalporočnik Vinzenz Müller (30. junij 1944 - 7. julij 1944)
- General pehote Kurt von Tippelskirch (7. julij 1944 - 18. julij 1944)
- General pehote Friedrich Hossbach (18. julij 1944 - 29. januar 1945)
- General pehote Friedrich-Wilhelm Müller (29. januar 1945 - 27. april 1945)